# Igor Engonga
Igor Engonga Noval (Mazcuerras, 1995. január 4. –) spanyol-egyenlítői-guineai labdarúgó, a CD Tropezón hátvédje kölcsönben a Celta Vigo csapatától.

## Pályafutása

### A válogatottban
2015. január 7-én mutatkozott be az Egyenlítői-Guinea válogatottjában a Zöld-foki Köztársaság elleni barátságos mérkőzésen. Részt vett a 2015-ös afrikai nemzetek kupáján.